# Cryptocarya tebaensis
Cryptocarya tebaensis är en lagerväxtart som beskrevs av Teschn.. Cryptocarya tebaensis ingår i släktet Cryptocarya och familjen lagerväxter. Inga underarter finns listade i Catalogue of Life.